# Washington (1960–2014)
Washington, właśc. Washington César Santos (ur. 3 stycznia 1960 w Valençy, zm. 25 maja 2014 w Kurytybie) – piłkarz brazylijski, występujący podczas kariery na pozycji napastnika.

## Kariera klubowa
Karierę piłkarską Washington rozpoczął w Galícii Salvador w 1980. W lidze brazylijskiej zadebiutował 18 stycznia 1981 w przegranym 0-2 meczu z Corinthians Paulista. W następnych latach występował w Operário Campo Grande, Corinthians Paulista, SC Internacional i portugalskim Varzim. W 1983 występował w Athletico Paranaense, z którym zdobył mistrzostwo stanu Parana – Campeonato Paranaense oraz został królem strzelców tych rozgrywek.
W latach 1983–1989 występował we Fluminense FC. Z Fluminense zdobył mistrzostwo Brazylii 1984 oraz trzykrotnie mistrzostwo stanu Rio de Janeiro – Campeonato Carioca w 1983, 1984, 1985. W barwach Fluminense wystąpił w 304 meczach i strzelił 122 bramek. W 1990 występował w Botafogo FR, z którym zdobył kolejne mistrzostwo stanu. W Botafogo 18 listopada 1990 w przegranym 1-2 meczu z Bragantino Bragança Paulista Washington po raz ostatni wystąpił w lidze. Ogółem w latach 1984–1990 wystąpił w lidze w 158 meczach i strzelił 54 bramki.
W 1992 występował w Desportivie Cariacica, z którą zdobył mistrzostwo stanu Espírito Santo – Campeonato Capixaba. W 1993 był zawodnikiem Santa Cruz Recife, z którym zdobył mistrzostwo stanu Pernambuco – Campeonato Pernambucano i został królem strzelców tych rozgrywek. Karierę piłkarską zakończył w 1996 w Foz de Iguaçu.

## Kariera reprezentacyjna
W reprezentacją Brazylii Washington zadebiutował 9 grudnia 1987 w wygranym 2-1 towarzyskim meczu z reprezentacją Chile. Ostatni raz w reprezentacji wystąpił 12 kwietnia 1989 w wygranym 2-0 towarzyskim meczu z reprezentacją Paragwaju. Ogółem w latach 1987–1989 w reprezentacji wystąpił 4 razy i strzelił 1 bramkę.